# Болгарська криза
Болгарська криза 1885–1887 років — політична криза, пов'язана з міжнародним становищем болгарської держави й суперництвом великих держав за вплив у Болгарії.

## Причини

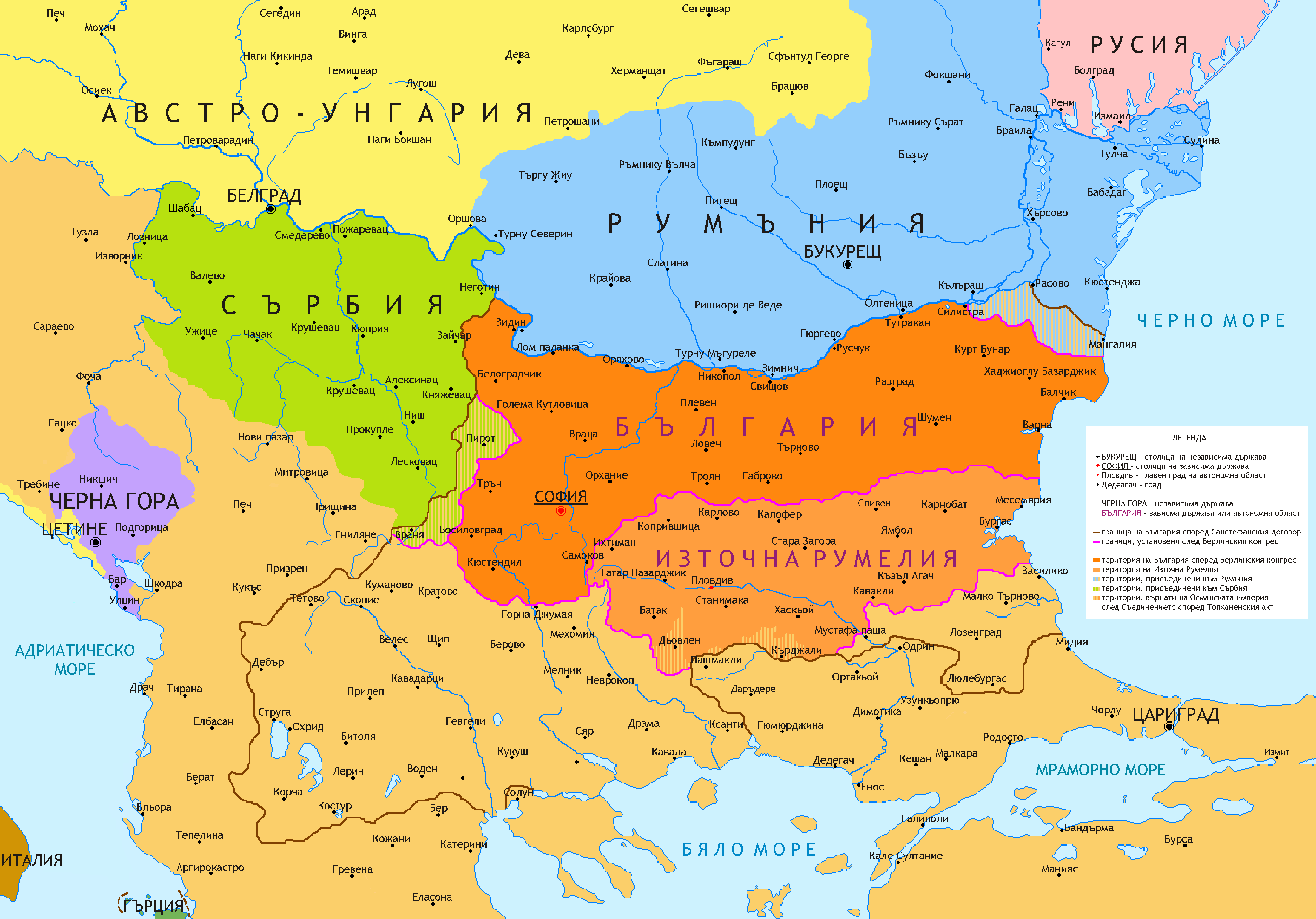
Болгарія та Східна Румелія після Берлінського конгресу 1878

В основі Болгарської кризи лежала невирішеність Берлінським конгресом 1878 року проблеми єдності болгарських земель, в результаті чого частина територій Болгарії залишалась у складі Османської імперії (Східна Румелія). Курс Туреччини на ізоляцію Східної Румелії підтримувався Великою Британією та Австро-Угорщиною; Росія протистояла її османізації та домагалась фактичної автономії провінції й установлення там державно-правового режиму, близького до болгарського.

## Розвиток подій

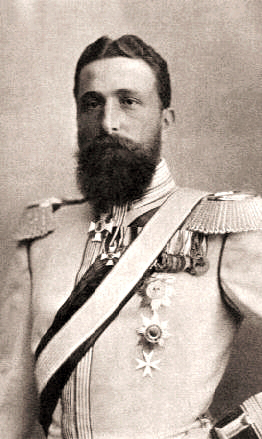
Олександр I Болгарський

В результаті народного повстання у Східній Румелії 8 вересня 1885 року у Філіпополі (Пловдів) було проголошено її об'єднання з Болгарією. Проавстрійська політика болгарського князя Олександра та небажання Росії йти на конфронтацію з Туреччиною визначили подвійність позиції російської дипломатії: 11 вересня були відкликані російські військові радники з Болгарії, але одночасно Туреччині було запропоновано не вводити війська до Східної Румелії й обговорити проблему на міжнародній конференції. Позиція Росії була підтримана Францією та Великою Британією. Австро-Угорщина та Німеччина підтримали Туреччину. Австро-Угорська імперія особливо переймалась з цього приводу, оскільки посилення Болгарії загрожувало австрійському впливу на Балканах. Австро-Угорщина підбурювала Сербію вступити до війни з іще слабким Болгарським князівством, обіцяючи першій територіальні придбання у Західних Балканах. 14 листопада 1885 року Сербія оголосила війну Болгарії, але вже 18-20 листопада зазнала поразки. Росія за допомогою Австро-Угорщини сприяла перемир'ю між ворожими сторонами й підписанню 3 березня 1886 року миру в Бухаресті.

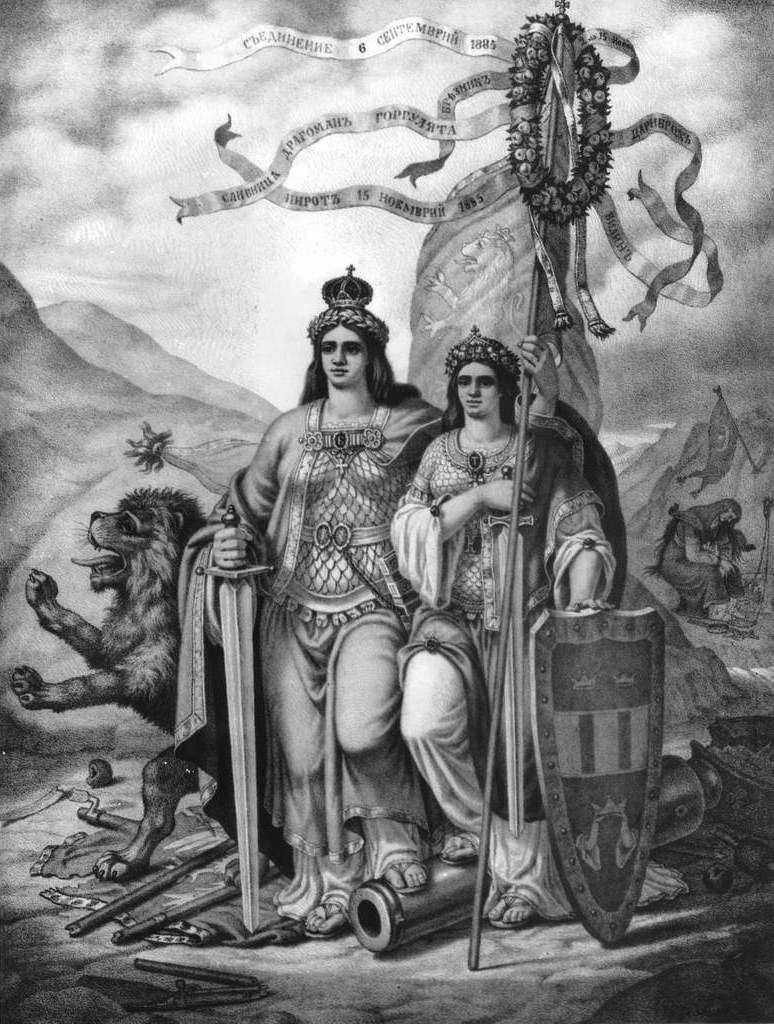
Об'єднана Болгарія. Літографія Миколи Павловича

19 січня 1886 року було укладено угоду між Туреччиною та Болгарією, за якою князь Олександр був призначений генерал-губернатором Східної Румелії. 21 серпня 1886 року в результаті змови проросійськи налаштованих офіцерів софійського гарнізону та Струмського піхотного полку, який до них приєднався, князь Олександр Баттенберг був заарештований та, підписавши зречення, залишив Болгарію. Але після контрперевороту австрійські кола, що прийшли до влади, запросили його назад. 17 серпня, висадившись в Русчуці (місто Русе), Баттенберг надіслав телеграму російському імператору Олександру III, в якій заявляв, що, отримавши від Росії княжий вінець, він на першу її вимогу готовий його повернути. В отриманій 20 серпня відповіді російського государя містилось засудження його повернення до Болгарії. Після прибуття до Софії під тиском російського імператора, він удруге зрікся звання болгарського князя та у прощальному зверненні до болгарського народу від 27 серпня (8 вересня) 1886 року оголосив, що його від'їзд з Болгарії полегшить відновлення добрих стосунків з Росією. Перед від'їздом князь призначив регентами Петко Каравелова, Стефана Стамболова та Саву Муткурова й новий уряд з радикалів на чолі з Василом Радославовим.
Після звернення Народних зборів Болгарії до імператора Олександра III із проханням узяти болгарський народ під захист до Болгарії зі спеціальною місією був відряджений генерал Каульбарс. Він висунув три умови врегулювання: відстрочка Великих народних зборів (скликались для виборів нового князя), зняття положення облоги та звільнення осіб, задіяних у змові 21 серпня. Регенти задовольнили вимоги (окрім відстрочки Зборів). 29 вересня Каульбарс у циркулярі російським консулам, звертаючись до болгарського народу, закликав до зближення з Росією та одночасно в ноті МЗСу Болгарії оголосив вибори незаконними. Під час виборчої кампанії барон Каульбарс виступав у різних районах Болгарії із засудженням дій болгарського уряду. Після образи у день виборів будівлі російського агентства та російського прапора Каульбарс в ультиматумі зажадав припинення заохочуваних урядом антиросійських виступів. Після непевної відповіді болгарського уряду Каульбарс заявив, що за першого ж насильства відносно до російських підданих дипломатичні відносини буде розірвано.
Великі народні збори 29 жовтня обрали на престол принца Вальдемара Данського (шурина імператора Олександра III), але той відмовився від обрання. 5 листопада у Філіпополі було здійснено напад на службовця російського генерального консульства. 8 листопада Каульбарс разом із персоналом агентства залишив країну, заявивши в ноті, що російський уряд не вважає за можливе підтримувати відносини з болгарським урядом, як з таким, що втратив довіру Росії.
25 червня 1887 року Великі народні збори обрали князем принца Фердинанда Саксен-Кобург-Готського.

## Підсумки
Росія у підсумку Болгарської кризи втратила низку пріоритетів, отриманих нею в Болгарії в результаті російсько-турецької війни 1877–1878 років. Різко погіршились відносини Росії з Австро-Угорщиною та Німеччиною, що призвело до краху союзу трьох імператорів, який не було продовжено, а замість нього Петербург і Берлін уклали 1887 року Угоду перестраховки без австрійської участі. Під час Болгарської кризи Росія зблизилась із Францією, підтримавши її у конфлікті з Німеччиною 1887 року.